# Rapajärvi (sjö i Savitaipale, Södra Karelen)
Rapajärvi är en sjö i kommunen Savitaipale i landskapet Södra Karelen i Finland. Arean är 39 hektar och strandlinjen är 3,1 kilometer lång. Sjön  ingår i Kymmene älvs huvudavrinningsområde.   Den ligger omkring 31 kilometer väster om Villmanstrand och omkring 180 kilometer nordöst om Helsingfors. 